# إدوارد ديدييه
إدوارد ديدييه (بالفرنسية: Édouard Didier)‏ هو مبارز بالسيف لوكسمبورغي، ولد في 2 ديسمبر 1939 في سيدان في فرنسا.

## وصلات خارجية
- إدوارد ديدييه على موقع أوليمبيديا (الإنجليزية)